# Enrico Benaglia
Enrico Benaglia (Roma, 28 maggio 1938) è un pittore italiano.

## Biografia

### Gli esordi e gli anni Sessanta
Fin dall'adolescenza, Benaglia frequenta Villa Medici, sede dell'Accademia di Francia a Roma, nonché gli studi di alcuni protagonisti dell'arte del Novecento, in particolare quelli della Scuola Romana: Pericle Fazzini, Giovanni Omiccioli, Franco Gentilini e Luigi Montanarini.
Intorno alla fine degli anni sessanta, incoraggiato dalla stima e dall'amicizia di pittori e critici d'arte come Vittorio Guzzi, Domenico Purificato e Giovanni Stradone, Benaglia espone alla galleria “La Vetrata” di Roma una serie di quadri che mostrano la precoce originalità della sua ricerca estetica e poetica. È Roberto Lombardi, titolare della galleria d'arte, che per primo intuisce le potenzialità culturali del pittore romano.

### Gli Anni Settanta
Al di fuori dei maggiori poli artistici concettuali degli anni sessanta e primi anni settanta, grazie all'autenticità della sua pittura, Benaglia entra in contatto con un mondo culturale di poeti e attori, quali Luciano Luisi, Renato Civello, Claudio Rendina, Mario Lunetta, Walter Maestosi, Biagio Proietti, Nanni Fabbri, Riccardo Cucciolla, Gabriella Sobrino, Umberto Serafini, Laura Gianoli e Guido Ruggiero, che contribuiscono allo sviluppo e alla definizione ulteriore del suo mondo poetico. Parallelamente si avvia una prima intensa attività espositiva che si svolge sia in Italia (tra cui Roma e Villa San Giovanni che all'estero (tra cui Osaka, Vienna, Caracas, paesi dell'ex Jugoslavia e Svezia).
Nello stesso periodo l'artista si avvicina alla litografia e all'incisione, che diventeranno in seguito parte integrante della sua attività artistica.
Dalla metà degli anni settanta in poi, esegue una serie di suites di grafica corredate da testi critici di Carlo Giacomozzi, Marcello Venturoli, Franco Simongini, Donatella Serafini, Guido Giuffrè, Mario Pomilio, Ferruccio Ulivi, Georges de Canino, Philippe Soupault e Rossana Zampetti.
La sua attività di scenografo inizia nel 1978 con la commedia di Lucio Piccolo intitolata "Lettere di Gozzano", messa in scena per la RAI con la regia di Giacomo Colli.

### Gli anni Ottanta
In questi anni l'artista si colloca nel panorama artistico nazionale sperimentando un'iconografia originale e simbolica, legata al mondo favolistico e mitologico, che renderà le sue opere facilmente riconoscibili. Nel 1985 viene pubblicato per le Edizioni Laterza il primo volume organico sulla sua opera, con il testo del critico d'arte Alberico Sala. Nello stesso anno, Benaglia svolge una serie di attività istituzionali all'estero, che lo portano prima in Jugoslavia ad esporre una mostra itinerante per conto del Ministero degli Esteri italiano, ed in seguito in Svezia presso l'Università di Umeå, in occasione di un omaggio dell'ateneo all'arte italiana. Nel 1986 disegna scene e costumi per la trasposizione teatrale del "Diario" di Alice James diretta da Nanni Fabbri, nonché per l'opera teatrale "Piccioni" di Alida Maria Sessa, con la regia di Riccardo Cucciolla.
La sua attività espositiva prosegue in questi anni presso il Centro Culturale Francese di Roma, dove nel 1982 espone un "Hommage à Rimbaud" (insieme a George de Canino), e nel 1987 "L'Etoile filante", una litografia realizzata per la mostra "Hommage à Grandville".
Esegue inoltre alcuni manifesti: tra cui quello per la 34ª edizione del Gran premio della Liberazione nel 1979 e quello per l'esposizione "L'abito oltre la moda", ospitato a Palazzo Fortuny di Venezia nel 1991.

### Gli anni Novanta
Nel 1990, la Regione Lazio patrocina una sua antologica "Enrico Benaglia, Fabula picta, Fabula dicta", presso la Galleria Rondanini di Roma, con un testo di Mario Lunetta, "La sapienza dell'ingenuità, l'ingenuità della sapienza"; nel 1991 Rossella Siligato presenta un'esposizione dell'autore allo spazio "FIAT Arte" di Roma. Questi ultimi anni, inoltre, vedono una rinnovata attività espositiva presso gli spazi privati, dalla galleria romana di Enrico Lombardi, con un catalogo di Renato Civello ("Il mirabile gioco"), alla Galleria L'Indicatore di Roma e alla Senato di Milano (1994), con un catalogo di Carlo Bo ("L'orologio in frantumi"). Nel 1995, in occasione di una mostra alla galleria La Vetrata di Roma, viene pubblicato il volume "Tra simbolo e allegoria" con la prefazione di Sissi Aslan.
Nel 1997, infine, l'Autorità portuale di Civitavecchia con il Comune cittadino e il Consiglio Regionale del Lazio organizzano, alla Fortezza Michelangelo della città, una mostra con un testo di Rolando Alfonso dal titolo "Gita al Forte". Nel 1998 la Regione Abruzzo, la Soprintendenza ed il Museo Nazionale d'Abruzzo gli dedicano nel Forte spagnolo dell'Aquila la mostra incentrata su temi medioevali “Il salotto incantato”, presentata da Sissi Aslan. Nel dicembre 1999 esibisce una significativa raccolta di opere nella Sala Club Freccia Alata dell'Aeroporto Leonardo da Vinci, con la presentazione di Sissi Aslan.

### Gli anni Duemila
Nel maggio del 2000, presso la galleria L'Indicatore di Roma viene presentato il ciclo inedito de “I quartieri dell'anima” corredato da un'antologia omonima di poesie curata da Gabriella Sobrino e presentato da Alida Maria Sessa che ne coordina le successive tappe di New York (Gennaio-Marzo 2004, presso l'Aeroporto J.F. Kennedy), di Pescara (Marzo-Aprile 2004, al Museo Vittoria Colonna), di Madrid (Marzo-Aprile 2005 presso l'Istituto di Cultura) ed infine di Fondi (Maggio-Giugno 2005 a Palazzo Caetani).
Nel periodo settembre-Ottobre 2000, con il patrocinio del Comune di Treviso, si tiene una mostra antologica dal titolo “Stati di instabilità permanente” presso il Centro Culturale “Le Venezie”. L'evento, a cura della galleria Edarcom Europa, viene presentato con i saggi di Luigina Bortolatto e di Alida Maria Sessa. Da luglio a settembre 2001, il Comune di Catania invita Benaglia a “Le Ciminiere” per una mostra antologica sugli anni dal 1977 al 2001, presentata da Renato Civello e curata da Edarcom Europa. Nel periodo novembre-Dicembre l'autore espone una raccolta dal titolo “Elogio della leggerezza” nella sala Vip dell'Aeroporto di Torino Caselle.
Nel marzo 2002, grazie alla collaborazione con Alitalia ed Edarcom Europa, è al Vittoriano di Roma con il ciclo de “Il giardino segreto”, presentato in catalogo con Duccio Trombadori e curato da Alida Maria Sessa che ne coordina le tappe successive di Chieti (Dicembre-Gennaio 2002, presso la galleria Trifoglio); Tallinn (Giugno-Luglio 2003 presso la Old Townhall, sotto l'alto patronato dell'Ambasciata d'Italia in Estonia), a Strasburgo (Giugno-Agosto 2005 presso la Camera di Commercio, in collaborazione con l'Istituto di Cultura).
Dal luglio 2002 fino al giugno 2003, in collaborazione con Alitalia, espone la sua grande tela “Notte Italiana” presso l'Aeroporto Charles de Gaulle di Parigi; nel giugno 2003 esibisce il ciclo “Vita in campagna” presso la sala Vip dell'Aeroporto di Bruxelles. Molto intensa è anche la sua presenza nelle gallerie romane: per “Argam 2003” espone con Alberto Sughi presso la galleria Michelangelo e nel novembre dello stesso anno con la raccolta “La forza della semplicità” è presso la Domus Arte.
Nell'Aprile-Maggio 2004, viene presentato al Museo Santa Maria della Scala di Siena il ciclo “Geografia delle emozioni”, a cura di Fabio Cozzi e con i saggi critici di Gabriele Simongini ed Alida Maria Sessa. Sempre nel 2004 vince il primo premio di pittura della terza edizione “Città di Fondi”. Dal novembre 2004 fino a gennaio 2005, l'autore espone a Milano presso la galleria Senato con una mostra di oli e sculture: in quell'occasione viene presentato un catalogo dal titolo “Lo sguardo incantato” con il testo critico di Alida Maria Sessa. Contemporaneamente, a Roma presso Edarcom Europa, si tiene un'importante mostra di pastelli.
Nel 2005 viene presentato il catalogo generale delle acqueforti (curato da Gabriele Simongini) presso l'Archivio di Stato di Roma e presso l'Archivio di Stato di Firenze. Nel luglio-Agosto 2005 esibisce, presso la Rocca Paolina di Perugia e con il patrocinio della Provincia di Perugia, la raccolta “Sogni di carta”, la prima mostra antologica dedicata al periodo 1965-1975: tali opere, per lo più inedite, vennero realizzate in quelli che l'artista definì come “anni cruciali di formazione e di ricerca”. Il testo del catalogo e la cura dell'evento erano di Alida Maria Sessa. Intanto, Italarte aveva promosso a Poggibonsi e a San Quirico d'Orcia, la mostra “Sommesse e sfarzose emozioni”. A dicembre di quell'anno, Benaglia espone a Pescocostanzo, per l'Associazione Artifices nella galleria Castellani, una mostra di oli e pastelli a cura di Dalia de Amicis.
Nel febbraio 2006, presso l'Istituto Italiano di Cultura di Vienna, viene esposta la mostra “Ironia della vita”, promossa da Italarte, con i testi di Gilberto Madioni, Claudia Mezzina Macher ed Alida Maria Sessa. Tale esibizione passa, a settembre, al Museo Murat di Bari e ad ottobre al castello di Piancastagnaio. A novembre si tiene la mostra “Inventario delle emozioni” presso la Galleria Edarcom Europa e viene presentato, presso la Facoltà di Lettere dell'Università La Sapienza, il calendario/catalogo d'arte, curato da Carlo Andriuoli per la Regione Basilicata, che prevede tredici pastelli inediti ed una significativa antologia di poesie. Tra il dicembre 2006 ed il gennaio 2007, presso il Forte Michelangelo di Civitavecchia, si presenta il ciclo monotematico “Le stanze del mare”, a cura della Galleria Michelangelo e con la presentazione di Alida Maria Sessa.
Da aprile ad ottobre 2007, presso il Museo civico di Teramo, viene allestita la mostra “Percorso interiore”, con opere scelte dalla collezione privata dell'autore, curata da Piera Di Nicolantonio. Nell'estate lavora alla realizzazione di diciotto bozzetti per le scenografie della commedia “Lascio alle mie donne” di Diego Fabbri. L'opera teatrale, con la regia di Nanni Fabbri e le interpretazioni di Lello Arena e Angiola Baggi, debutta a Forlì il 20 novembre. Nello stesso periodo viene esposta la cosiddetta “Trilogia”: tre mostre vengono inaugurate in giorni successivi presso le gallerie romane che fanno capo a Teresa e a Pino Purificato. L'evento è presentato da Nino D'Antonio.
A dicembre 2007 si inaugura, presso la Galleria Trifoglio di Chieti, una mostra di olii e pastelli con la presentazione di Maria Cristina Ricciardi. A Roma, presso la Terrazza Martini, viene presentata l'agenda di poesia “Le pagine del poeta”, edita dalla casa editrice Pagine e curata da Alida Maria Sessa, per la quale l'artista realizza dodici tavole a commento del mese.
Nel marzo 2008 un'altra mostra di olii, pastelli e sculture viene presentata presso la Galleria Senato di Milano. Nell'Ottobre 2008, presso la Pinacoteca di  PalazzoVitelli di Città di Castello, Alida Maria Sessa presenta la raccolta “Collages-paintings”, che viene prorogata fino al gennaio 2009. Sempre nell'Ottobre 2008, presso la Camera dei deputati, viene presentata la cartella grafica “Trittico per Benaglia”, con poesie di Gino Fiore; e a novembre 2008, presso il Museo del Giocattolo di Palazzo Rospigliosi a Zagarolo, la mostra “Giocare col Mondo”, a cura di Maria Stella Càstano, testi di Alida Maria Sessa e la direzione artistica di Francesco Zero.
Nel febbraio 2009 viene esposta la raccolta “Passo di Danza” presso la Galleria Edarcom di Roma. Dal 28 aprile al 2 giugno, la Provincia di Roma ospita le opere di Benaglia nelle sale di Palazzo Incontro con l'evento “Giochi in giro” nell'ambito della manifestazione “La Provincia delle Meraviglie” e a cura di Francesco Zero e Giovanni Pescatori. A luglio dello stesso anno realizza il “cencio” per il Palio di Carpineto Romano e la scultura “Mediterranea” per la regione Lazio destinata al Premio Internazionale “Il Lazio tra l'Europa e il Mediterraneo”. Il 10 febbraio, alla Biblioteca Nazionale Centrale di Roma, viene presentato il libro “Percorsi nei quartieri dell'anima” di Maria Mercede Ligozzi, nel quale viene svolta un'indagine sociologica sui comportamenti del pubblico che aveva visitato la mostra di Benaglia svoltasi alla Pinacoteca Civica di Teramo. Ad aprile-Maggio, Benaglia è all'Auditorium Parco della Musica di Roma con la mostra di dipinti e sculture “Benaglia's Circus”.
Nel febbraio 2011 viene inaugurata una mostra presso la Camera del Commercio di Catania dal titolo “Splendore del mediterraneo” e una mostra presso la U.B.S. di Lugano. A dicembre presenta presso Palazzo Valentini una mostra dal titolo “Natività”.

## I «personaggi di carta»
Soggetto ricorrente di Benaglia sono i cosiddetti «personaggi di carta», figure disegnate con tratto infantilistico e inserite in mondi fiabeschi ed immaginari.

## Enrico Benaglia nei musei
- MAGI '900 di Pieve di Cento (BO)